# デュエルメイド
デュエルメイドは、アトリエ彩から発売されているアクションフィギュアシリーズ。

## 概要
トレーディングフィギュアタイプの商品で、1パッケージにフィギュア1体と武器1種類が入っている。フィギュアの形はすべてメイドで、各関節が動くアクションフィギュアとなっており、さまざまなシチュエーションやシーンを再現できる。武器は各キャラクターごとにそれぞれ違う種類が同梱されている。
ジョイント各部が共通しているので、各部パーツや武器を組み替えて自分の気に入るキャラを作り上げることができる。また、同社の同スケールのトレーディングフィギュアとの互換性が確保されている。
ある程度の公式設定はあるが、「各キャラの性格や出くわす物語・事件」「武器の特性や威力」「大会の真相や、裏に存在するサブキャラ」「この世界の歴史や文明水準」「大会外で起こる大小の物語」など、ユーザーが自分で想像できる部分が多い。

## ストーリー
各地からメイドが集まり、最強を決める武術大会が開かれる。優勝したメイドのマスター（主）には、「キング・オブ・マスター」という称号が与えられる。各メイドは優勝を目指し、大会で戦うこととなる。

## キャラクター
ベルリネッタ
メイド服の色はレッドとピンク。髪型はピンクのツインテール。武器はロングソード・ガーディアンソードで、Ver2では巨大剣に進化する。
ルーテシア
服の色はフローラルミントとグリーン。髪型は茶色のおさげ。武器は大鎌・デシジョンハーケン。
カレラ
服の色はレッドとマゼンタ。黒いポニーテール。ブレード付きトンファー・アサルトロッドが武器。
エリーゼ
服の色はブルー。青いショートカット。武器の長刀・ブラッシュスピアは、Ver2では長柄のバトルアックスとなる。
シェルビー
服の色はイエロー。ブラウンのセミロング。カットラス・旋刀演舞を持つ。Ver2では逆手にショートブレードが追加。
上記の5人にはそれぞれ、同じ容姿・同じ武器を持つ「シャドウ」と呼ばれる影のキャラクターが存在する。基本的に金髪、黒（紺）メイド服、黒柄の武器となっている。さらにシャドウには覚醒モードも存在し、メイド服が紫に、武器が金色の柄に透明の刃となり、青色だった瞳の色が赤く染まる。
パンテーラ
服の色は群青色。灰色のロングストレート。武器はライフル・デュアルファング。
エスパーダ
プロトタイプ、エクセル、エリートの3タイプが存在する。瞳の色は共通で青色だが、覚醒モードになると片方の瞳が赤く染まる。髪の色は、色はプロトだとゴールド、エリートだと淡い青、エクセルでは赤紫となる。髪型はすべてレイヤーボブ。武器はブレード付きハンドガン・トライエッジ。単体で銃形態と刀形態に、専用柄を組み合わせることで両刃薙刀形態への変形も可能。

### セラフィックフォーム
ベルリネッタとパンテーラは「セラフィックフォーム」という究極体になることが可能。どちらも通常時と比べ、マント風のスカートと純白の翼が追加される。
ベルリネッタ・セラフィックフォーム
5人のデバイスクリスタルを取り込むことで強化変身する。巨大剣に長い柄が付く。剣本体は分離して双剣となり、二刀流の戦闘スタイルもこなせる。シャドウverも存在し、翼の色が黒である。
パンテーラ・セラフィックフォーム
エスパーダたちの専用デバイスの力を取り込むことで変身。巨大ライフルとなる「バスターモード」や、大小1丁ずつのライフルに分離する「ライフルモード」への変形が可能。小ライフルには「セイバーモード」があり、ビーム刃を出すことができ、ビーム刃での近接攻撃および相手武器からの防御もこなせる。

### デュエルメイド3 The Evolving Sun
エリーゼ
服の色はブルー。青いロングヘア。使用武器は機械式の長刀・ブラッシュスピアIII。1のエリーゼと同一人物で、第4回大会の優勝者。
シルフィード
服の色はターコイズグリーン。緑色のお下げ髪。武器はボウガン・ゼファードバリスタ。空中戦を得意とする。
エクステリア
服の色は黒。金色のショートツインテール。武器は二又剣・プロテクションソード。どことなくベルリネッタ・シャドウを想起させるカラーリングで、大会の目的の1つに「まだみぬ憧れのお姉さまとの出会い」があるらしい。
デイトナ
服の色は茶色。シャギーのかかったセミロングの髪型。武器はアサルトガントレットのほか、ブレード付きトンファーで、カレラのそれとはデザインを異にする。古武術の使い手で、The Noble Moonのメイド・アネシス（後述）の妹。
フェリーヌ
服の色はライトピンク。髪型はサイドテール。魔法の杖をイメージさせるロッド・インサニティウィザードを武器にする。

### デュエルメイド3 The Noble Moon
シェルビー
1のシェルビーと同一人物（カラーリングも同様）。武器は機械式の大太刀。
アネシス
服の色はオリーブグリーン。片目の隠れるロングヘア。キックブーツが武器。
エスカレード
服の色はクリムゾンレッド。巻き髪＋ポニーテール。武器はロングランス＋ハンドガン。
シルビア
服の色はグレー。ロングヘア。ロングソードが武器。
アルピナ
服の色はネイビーブルー。ショートヘア。柄の短い十字槍2本を武器にする。

## 武器
使用される武器の刃部分は、ビームもしくはレーザーのような光学系の半透明刃となっている。

## シリーズ
デュエルメイド
ベルリネッタからシェルビーまでの5人と、各シャドウが登場（パッケージに同梱）。
デュエルメイドぷらす
Iと同じキャラ。Iのキャラ（ベルリネッタとシャドウの5キャラクターを除く）の武器デザインが新しくなっている。
デュエルメイドEX
ベルリネッタ・シャドウIIとプロトエスパーダが登場。
デュエルメイド2
ベルリネッタからシェルビーまでの5人がパワーアップし、名前の後ろに「Ver.2」が付けられる。デュエルメイドぷらす と比べ、それぞれのメイド服と武器のデザインが変わっている。新たに、パンテーラ、エリート、エクセルが参戦。エリートとエクセルは、レアカラー（サーチアイモード）がある。
デュエルメイドDX
セラフィックフォームのベルリネッタ（&シャドウ）、パンテーラが登場。
デュエルメイド3 The Evolving Sun
エリーゼ、シルフィード、エクステリア、デイトナ、フェリーヌが登場。シークレットとしてブラックメイド服&ゴールドカラー武器付属のフォーマルカラーバージョンもある。
デュエルメイド3 The Noble Moon
シェルビー、アネシス、エスカレード、シルビア、アルピナという名前のメイドが登場。シークレットは、前回と同じくブラックメイド服&ゴールドカラー武器付属のフォーマルカラーバージョン。